# Stenosmia aravensis
Stenosmia aravensis is een vliesvleugelig insect uit de familie Megachilidae. De wetenschappelijke naam van de soort is voor het eerst geldig gepubliceerd in 1992 door van der Zanden.